# Römisches Südwesttor (Köln)

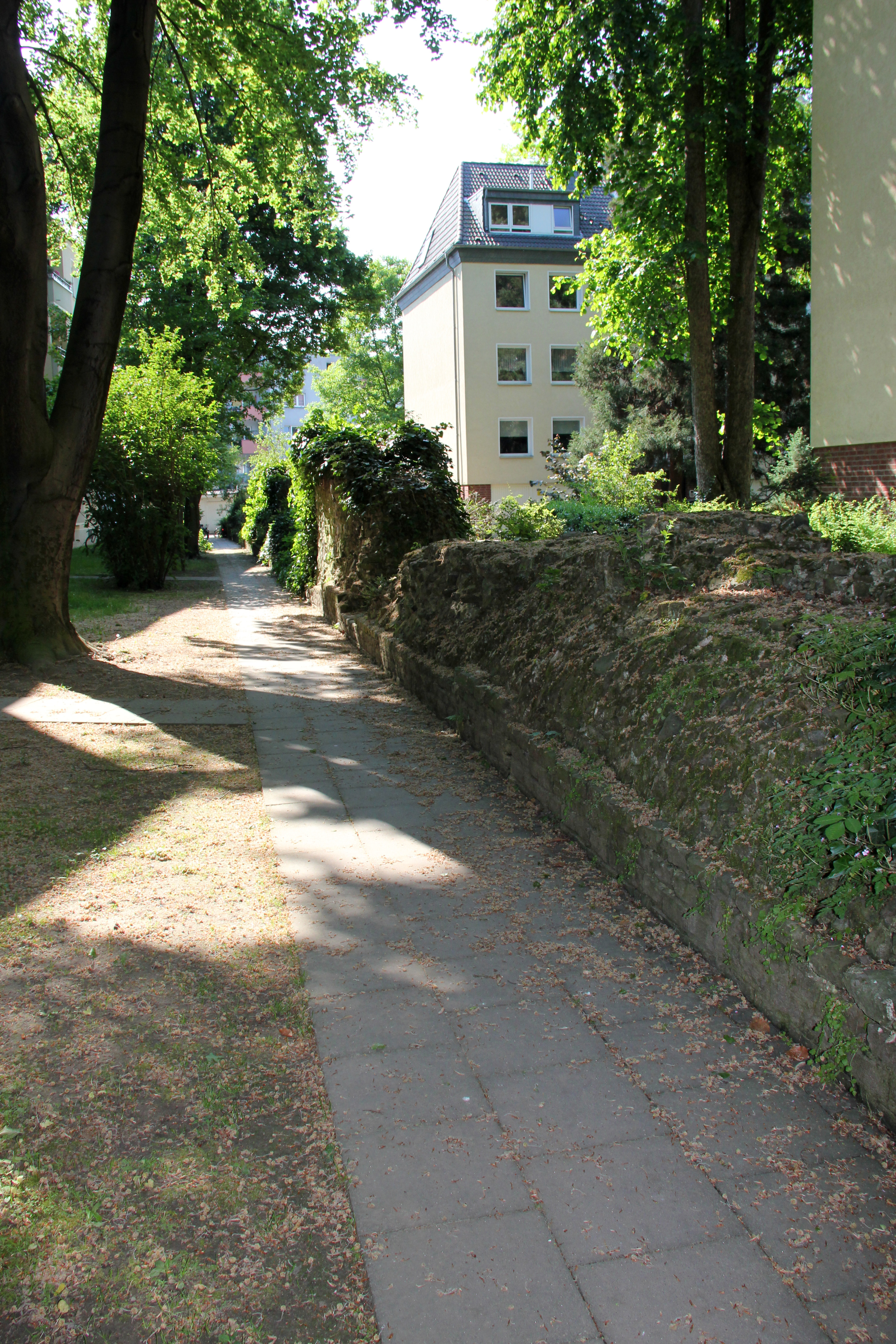
Römermauer am Mauritiussteinweg

Das Südwesttor der Colonia Claudia Ara Agrippinensium wurde in den Quellen vereinzelt auch als „Eifel- oder Tor der Clemensstraße“ bezeichnet. Es war eines von wahrscheinlich neun Torbauwerken (acht Tore und ein Torturm) der befestigten Römerstadt, von denen drei auf die westliche Mauerfront entfielen. Die Geschichte dieses südwestlichen Tores blieb weitgehend unbekannt, es wurde in der nachrömischen und frühmittelalterlichen Zeit bis über die Jahrtausendwende hinaus nicht mehr erwähnt.

## Geschichte

### Lage

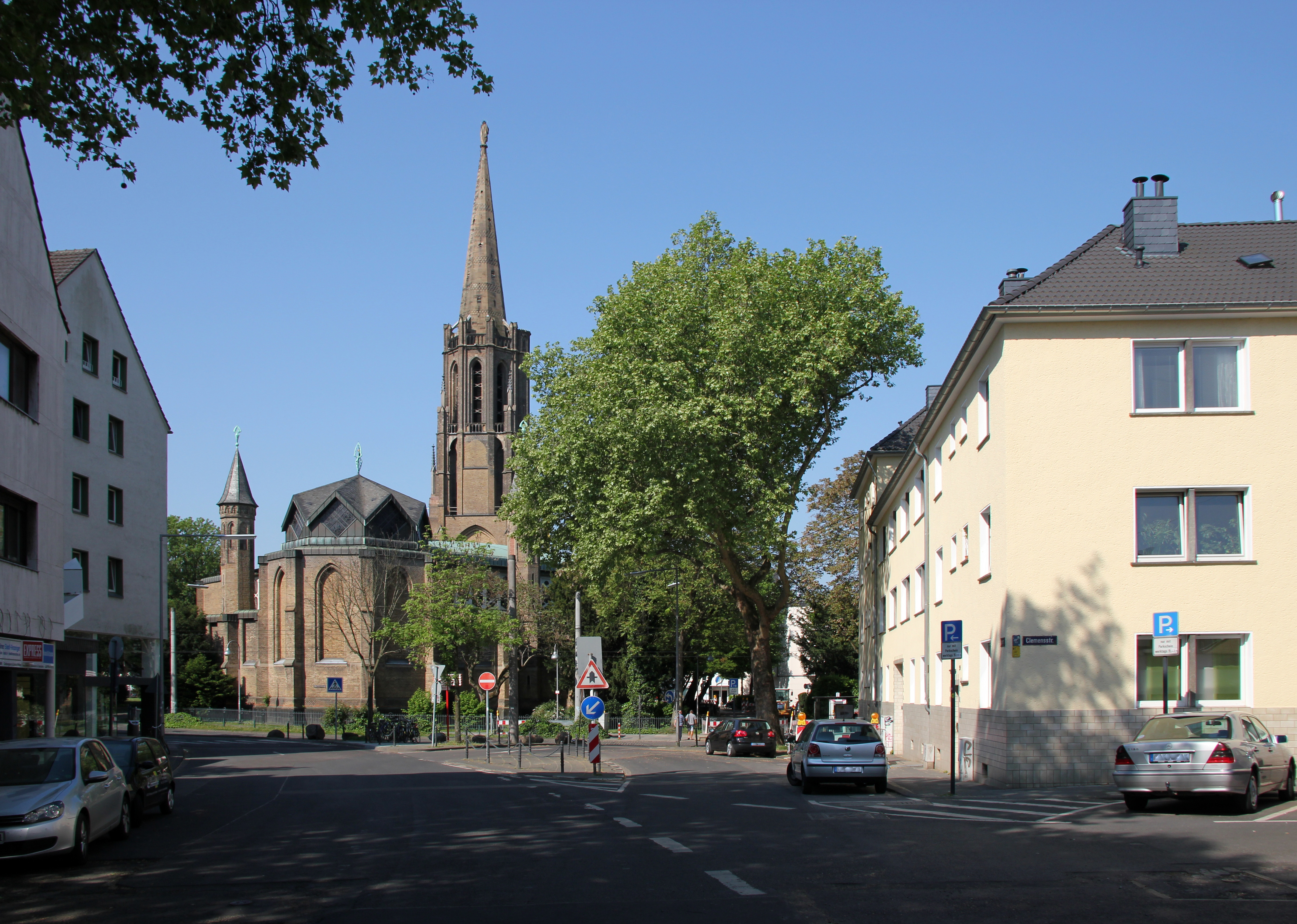
Ungefährer Standort des alten „Südwesttores“

Das Stadttor lag zwischen dem die südwestliche Stadt absichernden Rondell an der späteren Griechenpforte und der mittleren
westlichen Toranlage, einem Vorläufer der späteren, weit westlich vorgeschobenen mittelalterlichen Hahnentorburg. Es stand in Höhe der Bob- und Clemensstraße an der Einmündung in einen der alten Steinwege der Stadt, dem heutigen Mauritiussteinweg.

### Stadttor und Heerstraße
Die Stadttore waren naturgemäß Beginn- und Endpunkt von Straßen, deren Bedeutung und Verkehrsaufkommen die Größe des jeweiligen Durchgangs bestimmt hatte. Eine zum Südwestausgang der Stadt führende Ost-West-Verbindung bildete sich aus dem Südosten der Stadt kommend am Tor der Königstraße und führte von dort über die Sternengasse und die Agrippastraße in die Richtung des südwestlichen Steinweges. Feldwärts des Tores führte die Straße auf direktem Weg, in der Flucht der heutigen, seit dem frühen Mittelalter belegten Straßen Huhnsgasse und Weyerstraße, auf die später Zülpicher Straße genannte Heerstraße, die erst in preußischer Zeit ihren heutigen Namen Luxemburger Straße erhielt. Dort passierte sie im stadtnahen Bereich eines der vor dem Stadtmauern an den Heerstraßen angelegten Gräberfelder der Römer und erreichte nach diesen das freie Umland. Sie folgte dann einer geraden Trasse der ehemaligen Römerstraße Trier–Köln durch die Eifel, die nach Augusta Treverorum (Trier) und weiter nach Lyon führte.
Unter dem antiken Baugrund des Straßendammes am Beginn der Luxemburger Straße, der im Glacis des mittelalterlichen Weyertores aufgefunden wurde und eine Stärke von 1,00 m Höhe und eine Breite von 5,30 m aufwies, fanden sich auch Reste des ehemaligen römischen Tores an der Clemensstraße.

### Torbefund

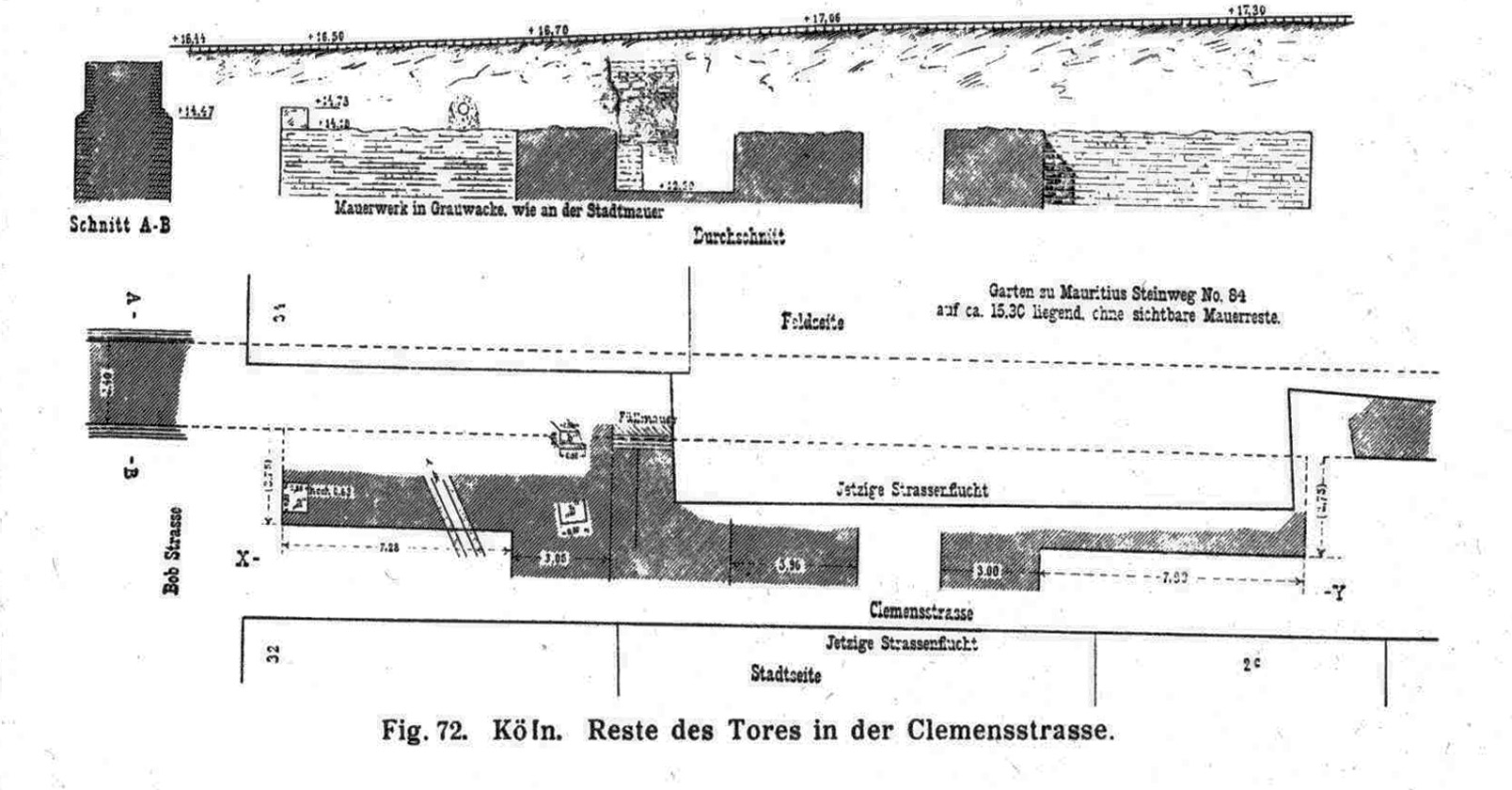
Aufriss der Fundstücke

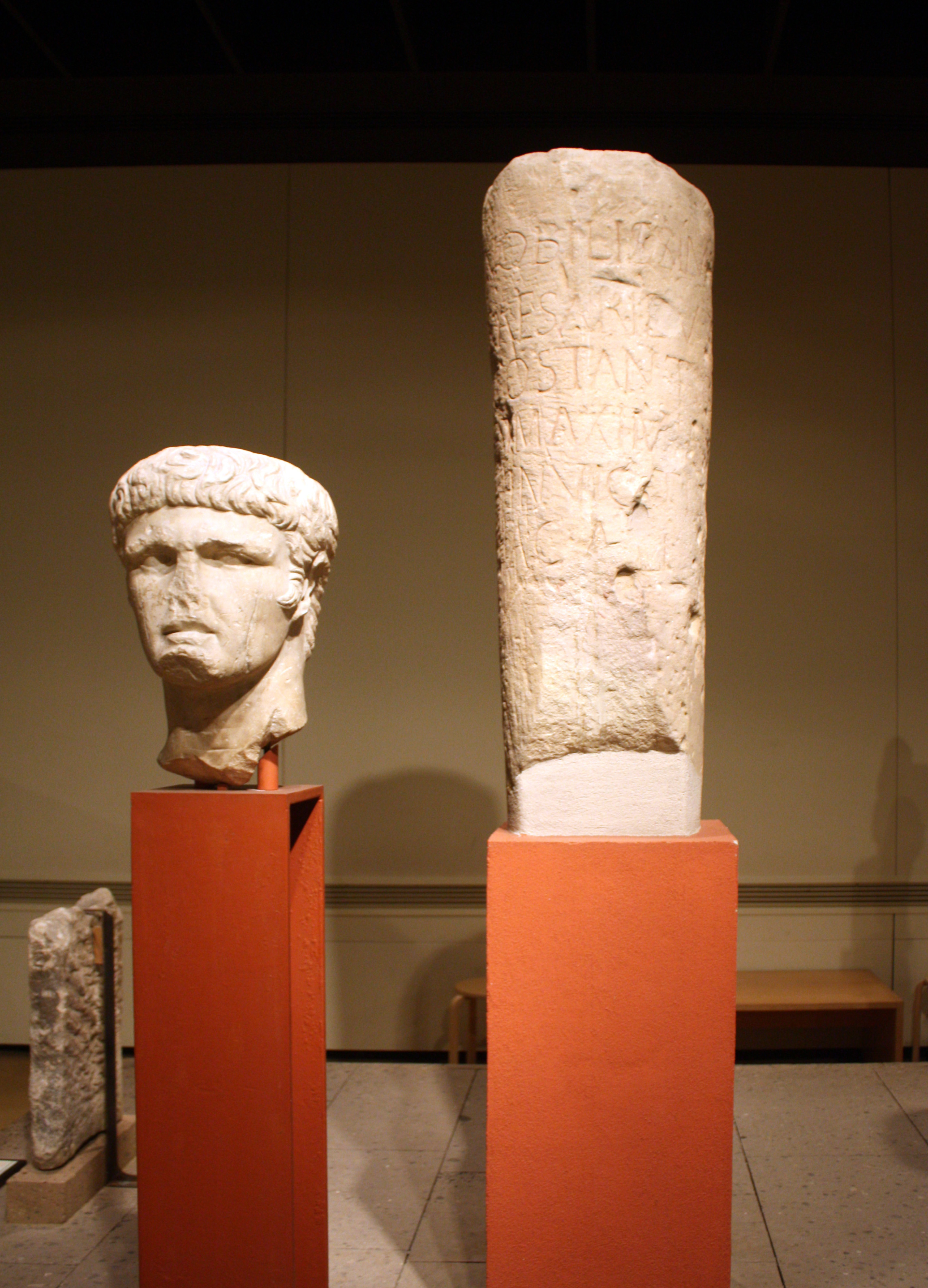
Römischer Meilenstein, Fundort Luxemburger Straße

Fundamente des über Jahrhunderte nicht mehr erwähnten Südwesttores wurden in der Clemensstraße Höhe Bobstraße entdeckt und konnten eindeutig der römischen Zeit sowie dem in seiner Zusammensetzung identischen Material der anstoßenden Stadtmauerreste dieser Epoche zugeordnet werden. Es fanden sich zwei zur Stadt verlaufende Seitenmauern von 3,05 m und 3,00 m Dicke und ein Zwischenpfeiler von 3,90 m Durchmesser, die ehemals zwei Toröffnungen bildeten, deren südliche wahrscheinlich als Durchfahrt ein Maß von 3,70 m und die nördliche, den Fußgängern dienend, etwa 2,60 m betragen haben soll.
Zwischen Stadt- und Seitenmauern des Tores fand man rechteckige Fundamentvorsprünge von 2,75 / 7,28 m, die als ehemalige Unterbauten von Treppenaufgängen gedeutet wurden. Ein wahrscheinlich der Antrittsstufe zugehöriger Quader auf der Ecke des südlichen Fundamentes befand sich noch in seiner ursprünglichen Lage. Ein wohl verschobener Steinblock lag auf dem Fundament der südlichen Seitenmauer. Unter dem südlichen Treppenfundament führte feldwärts, eingebettet in einer Masse aus Tuffsteinbrocken und Mörtel, ein Tonrohrkanal von 0,265 m Durchmesser, dessen Gefälle die Abwässer nach außen abführte. Eine Fortsetzung des Kanals fand sich 10 m vor der Stadtmauer in der Bobstraße wieder. Es wurde festgestellt, dass die südliche Toröffnung nachträglich mit Materialien aus Grauwacke, Trachyt, Sandstein und Ziegelbrocken verbaut worden war, seine Funktion als Tor einer wichtigen Verkehrsader der Stadt also eingebüßt hatte.

### Meilenstein der Staatsstraße
Die Leuga war ein altes gallisches Wegemaß von ungefähr 2200 Metern oder 1 ½ römischen Meilen. Auf Meilensteinen wurde es in Gallien und Germanien anstelle der römischen Meile seit dem 3. Jahrhundert benutzt.
1903 barg man an der Luxemburger-/Höhe Greinstraße einen aus rotem Sandstein gefertigten Meilenstein der Römerzeit. Der Fundplatz des Steines war etwas mehr als eine Leuga vom Südwesttor der Kolonie (bei St. Mauritius) entfernt.
Der Meilenstein aus der Zeit 293–305 n. Chr. war mit einer Weihinschrift versehen, die dem Augustus Maximianus und den Caesar Constantius gewidmet worden war:
NOBILISSIMIs

CAESARIBVS

CO(n)STANTIO ET

MAXIMIAN(o)

INVICTIS
A C(olonia) A (grippinensium) L (euga) I
Den edlen Herrschern Constantius und Maximinianus,
den Unbesiegbaren, von Köln eine Leuge

### Römische Spuren im Torumfeld

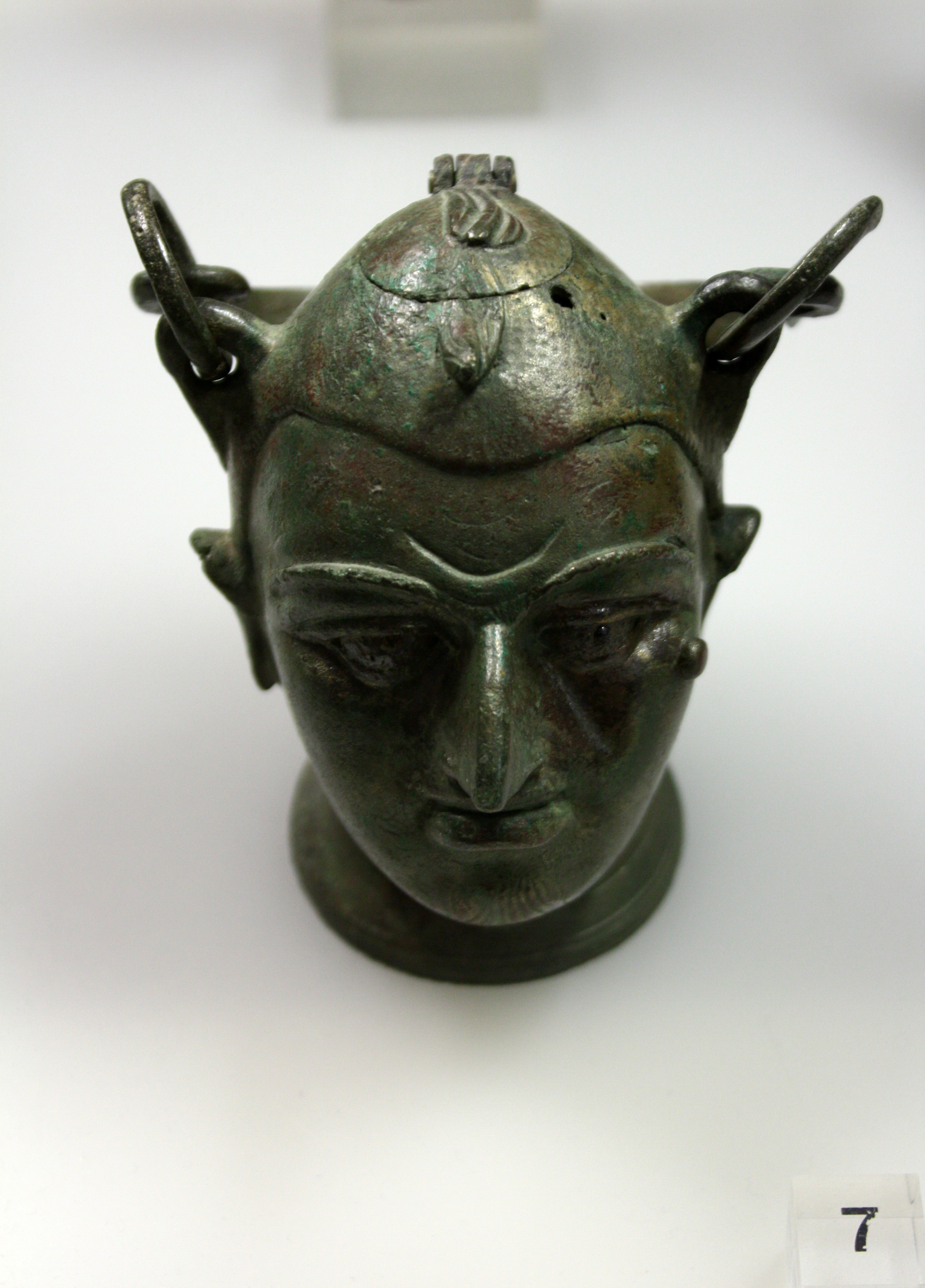
Kopfgefäß eines Isispriesters, Luxemburger Straße

Die Luxemburger Straße war nicht nur der Fundort des Meilensteines. Außer diesem fanden sich dort in Gräbern unterschiedlicher Größe zahlreiche Beigaben. Südlich des Tores fanden sich 1891 neben dem Rondell (Kl. Griechenmarkt 81/85) die Fundamente eines Jupitertempels (etwa 10 × 10 m) mit dem Götterbild Jupiters und zwei Altären. In direkter Nähe des Tores, Ecke Clemens- und Bobstraße wurde der Rumpf einer Kolossalstatue des thronenden Jupiter (rheinischen Typus) mit den Maßen 1,35 m Höhe, 0,64 m Breite und 0,73 m Tiefe geborgen.

### Verlust seiner Funktion als südwestliches Haupttor
In der westlichen Vorstadt verfügte die Abtei St. Pantaleon über den größten Anteil des Grundbesitzes. Um 1144 wurde auf dem der Mauer- und Toranlage vorgelagerten Gelände ein dem Stift St. Pantaleon unterstehendes Benediktinerinnenkloster erbaut und versperrte nun den althergebrachten Weg in die südwestliche Vorstadt, der zugleich der Beginn der „Via Agrippa“, der Agrippa-Straße Köln–Trier nach Südwesten war. Als Ersatz des Tores gegenüber der Mauritiuskirche wurde am Straßeneck „Alte Mauer am Bach“ und „Kleiner Griechenmarkt“ in der Folge die Griechenpforte (porta Grecorum) erbaut.